# HP ProBook
 (avril 2022).
Si vous disposez d'ouvrages ou d'articles de référence ou si vous connaissez des sites web de qualité traitant du thème abordé ici, merci de compléter l'article en donnant les références utiles à sa vérifiabilité et en les liant à la section « Notes et références ».
La gamme HP ProBook est une gamme de pc portable de la marque HP destinée aux professionnels et à certains particuliers.

## Historique
Cette gamme est sortie sur le marché en 2009, à l'apparition de Windows 7.
Ils tournent sous Windows 7 Professionnel, Windows 8.1 Professionnel, Windows 10 Professionnel ou Windows 11 Professionnel. Il arrive aussi qu'ils soient sous Windows 10 Famille ou Windows 11 Famille.

## Séries

### Série G

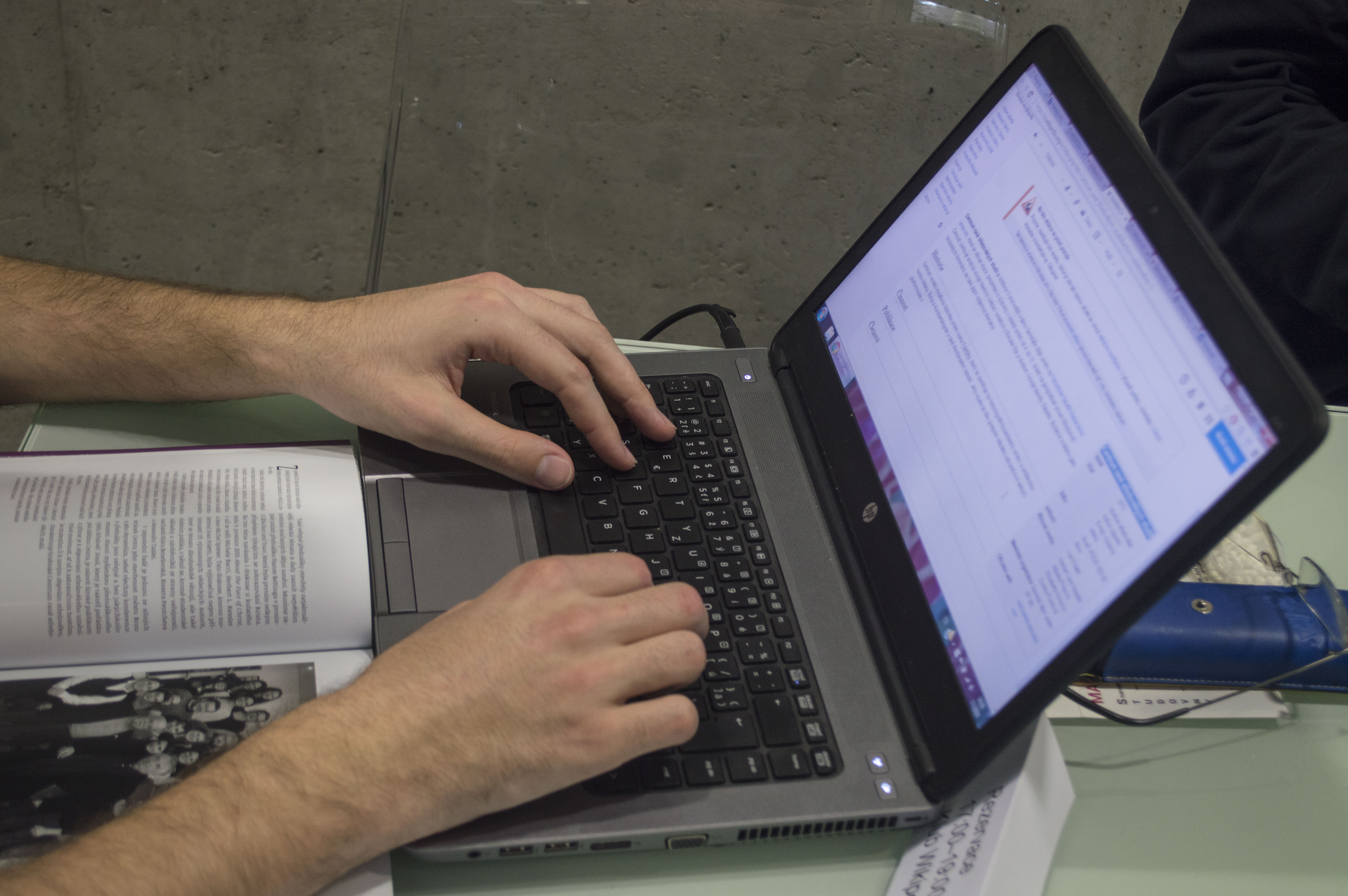
ProBook 640 G1

Le premier modèle de la série G (G0) est sorti en 2013.
Le numéro de modèle se décode ainsi pour un "ProBook 640 G1" sorti en 2014 :
- 6 = classe de produit (4 pour entrée de gamme, 6 milieu de gamme)
- 4 = taille de l'écran (14" dans ce cas).
- 0 = sans signification
- G1 = génération (de la série)

## Concurrence
- Acer TravelMate (en)
- Dell Latitude et Dell Vostro
- ThinkPad et ThinkBook (en)
- Fujitsu Lifebook (en)